# Яковлєв Микола Дмитрович
Микола Дмитрович Яковлєв (27 (31) грудня 1898, Стара Русса — 9 травня 1972, Москва) — радянський військовий діяч, маршал артилерії (21.02.1944). Кандидат у члени ЦК КП(б)У в травні 1940 — січні 1949 р. Депутат Верховної Ради СРСР 2-го скликання.

## Біографія
Народився в місті Стара Русса (зараз Новгородська область) у родині міщан.
У Червоній армії з 1918 року. Брав участь у Першій світовій (молодший унтер-офіцер) та Громадянській війні (діловод, командир взводу та командир роти).
Закінчив 2-і Петроградські артилерійські курси у 1920 році, академічні курси вдосконалення командного складу у 1924 році.
У травні — червні 1921 р. — ад'ютант 32-го гаубичного артилерійського дивізіону. У червні — грудні 1921 р. — ад'ютант 28-го об'єднаного важкого гаубичного артилерійського дивізіону. У грудні 1921 — квітні 1922 р. — ад'ютант 28-ї Царицинської дивізії. У квітні — червні 1922 р. — ад'ютант 28-ї гірськострілецької дивізії, а у червні 1922 — вересні 1923 р. — помічник командира окремої гаубичної батареї 28-ї гірськострілецької дивізії.
Член РКП(б) з 1923 року.
У вересні 1923 — листопаді 1924 р. — заступник начальника 28-го артилерійського дивізіону 28-ї гірськострілецької дивізії. У листопаді 1924 — лютому 1925 р. — командир 48-ї батареї артилерійського полку 28-ї гірськострілецької дивізії.
З лютого 1925 року — виконувач обов'язків політичного керівника, з жовтня 1925 року — помічник командира 3-го дивізіону, з січня 1926 року — командир і військовий комісар, з жовтня 1926 року — командир 3-го дивізіону артилерійської школи 28-ї гірськострілецької дивізії.
У квітні 1929 — січні 1930 р. — начальник штабу 13-го артилерійського полку. У січні 1930 — квітні 1931 р. — начальник штабу 28-го артилерійського полку.
У квітні 1931 — 1934 р. — командир і військовий комісар (з серпня 1931 року) 9-го корпусного артилерійського полку. З 1934 року — начальник артилерії Полоцького укріпленого району Білоруського військового округу.
У 1937—1941 роках — начальник артилерії Білоруського, Північно-Кавказького і Київського Особливого військових округів.
Учасник вторгнення СРСР до Польщі у 1939 році (командувач артилерії Українського фронту) та радянсько-фінської війни в 1939—1940 (командувач артилерії 7-ї армії).
У червні 1941—1946 роках — начальник Головного артилерійського управління (ГАУ) і член Військової ради артилерії Червоної армії. Під час німецько-радянської війни проводив роботу по забезпеченню армії озброєнням і боєприпасами. Під керівництвом Яковлева були розроблені нові зразки артилерійського озброєння і боєприпасів.
У 1946—1948 роках — начальник Головного артилерійського управління — перший заступник командувача Збройних Сил СРСР. З листопада 1948 року — заступник міністра Збройних Сил СРСР.
На початку 1952 року був знятий з посади, а в лютому 1952 року заарештований за звинуваченням у шкідництві, а також позбавлений звання маршала артилерії. Був звільнений і відновлений у званні одним з перших, відразу після смерті Й. Сталіна у квітні 1953 року.
З 1955 року — головнокомандувач військ Протиповітряної оборони (ППО) СРСР.
З грудня 1960 року — військовий інспектор-радник Групи генеральних інспекторів Міністерства оборони СРСР.

## Військові звання
- комбриг (23.11.1938)
- комдив (05.11.1939)
- генерал-лейтенант артилерії (04.06.1940)
- генерал-полковник артилерії (22.02.1941)
- маршал артилерії (21.02.1944)